# Grațian (jurist)
Grațian, în latină Magister Gratianus, cunoscut și ca Grațian de Clusio, (n. secolul al XI-lea, Toscana, Italia – d. secolul al XII-lea, Chiusi, Toscana, Italia) a fost un jurist medieval, profesor la Universitatea din Bologna. Grațian este autorul lucrării Concordia discordantium canonum (Decretum Gratiani).